# Commonwealth Bank Tournament of Champions 2009
El WTA Tournament of Champions 2009, també conegut com a Commonwealth Bank Tournament of Champions 2009 o Torneig de Bali 2009, és un esdeveniment de tennis femení sobre pista dura que conclou la temporada dels tornejos International tournaments de la WTA. Es tracta d'un torneig especial que va aparèixer amb la renovació del circuit femení en el qual només poden participar les tennistes que han guanyat un torneig d'aquesta categoria en aquesta temporada. La primera edició del nou torneig es va celebrar entre el 4 i el 8 de novembre de 2009 al Bali International Convention Centre de Bali, Indonèsia.

## Sistema de classificació
A aquest torneig només hi tenen accés les 10 tennistes millor classificades en la Cursa de Campiones de l'any 2009 que com a mínim hagin guanyat un títol individual de la categoria International Tournaments i que no participin en la Copa Masters femenina celebrada a Doha. A més, l'organització es reserva dues invitacions (wild cards) addicionals.
Es disputa mitjançant quatre grups de tres jugadores amb el sistema Round Robin. Les semifinals, ja en forma d'eliminatòria, les disputen les primeres classificades de cada grup.
La guanyadora del torneig tindrà una recompensació econòmica addicional d'un milió de dòlars si almenys ha guanyat tres torneigs de la categoria International Tournaments.

## Jugadores

### Tornejos
Tennistes que han aconseguit algun títol individual de la categoria International Tournaments l'any 2009 ordenades pel rànquing a dia de 26 d'octubre de 2009.
| Rànquing WTA | Jugadora             | Títols             |
| ------------ | -------------------- | ------------------ |
| 1            | Dinara Safina        | Portoroz           |
| 4            | Caroline Wozniacki   | Ponte Vedra Beach  |
| 5            | Ielena Deméntieva    | Auckland           |
| 6            | Viktória Azàrenka    | Brisbane · Memphis |
| 7            | Venus Williams       | Acapulco           |
| 8            | Jelena Jankovic      | Marbella           |
| 9            | Vera Zvonariova      | Pattaya            |
| 11           | Flavia Pennetta      | Palerm             |
| 12           | Marion Bartoli       | Monterrey          |
| 13           | Samantha Stosur      | Osaka              |
| 20           | Yanina Wickmayer     | Estoril · Linz     |
| 25           | Anabel Medina        | Fes                |
| 33           | María José Martínez  | Bogotà · Bastad    |
| 36           | Shahar Peer          | Canton · Taixkent  |
| 38           | Melinda Czink        | Quebec             |
| 41           | Agnes Szavay         | Budapest           |
| 44           | Aravane Rezai        | Estrasburg         |
| 46           | Magdalena Rybarikova | Birmingham         |
| 49           | Vera Duixévina       | Istanbul           |
| 54           | Andrea Petkovic      | Bad Gastein        |
| 55           | Timea Bacsinszky     | Luxemburg          |
| 56           | Sybille Bammer       | Praga              |
| 57           | Petra Kvitová        | Hobart             |
| 62           | Roberta Vinci        | Barcelona          |
| 100          | Kimiko Date Krumm    | Seül               |
| 114          | Tamarine Tanasugarn  | s-Hertogenbosch    |

### Classificades
| Rànquing Bali | Rànquing WTA | Jugadora             | Títols |
| ------------- | ------------ | -------------------- | ------ |
| 1             | 12           | Marion Bartoli       | 1      |
| 2             | 13           | Samantha Stosur      | 1      |
| 3             | 20           | Yanina Wickmayer     | 2      |
| 4 / WC        | 25           | Sabine Lisicki       | 0      |
| 5             | 28           | Anabel Medina        | 1      |
| 6             | 33           | María José Martínez  | 2      |
| 7             | 36           | Shahar Peer          | 2      |
| 8             | 38           | Melinda Czink        | 1      |
| 9             | 41           | Agnes Szavay         | 1      |
| 10            | 44           | Aravane Rezai        | 1      |
| 11            | 46           | Magdalena Rybarikova | 1      |
| 12 / WC       | 100          | Kimiko Date Krumm    | 1      |
| S             | 49           | Vera Duixévina       | 1      |

- La tennista italiana Flavia Pennetta va renunciar a participar en aquest torneig perquè coincidia amb la final de la Copa Federació.

## Round Robin

### Grup A
| Pos. | CS | Jugadora             | V | D | Sets  | Jocs    |
| ---- | -- | -------------------- | - | - | ----- | ------- |
| 1    | 1  | Marion Bartoli       | 2 | 0 | 4 - 0 | 24 - 13 |
| 2    | 7  | Shahar Peer          | 1 | 1 | 2 - 2 | 18 - 19 |
| 3    | 11 | Magdalena Rybarikova | 0 | 2 | 0 - 4 | 15 - 25 |

| Vencedora      | Perdedora            | Resultat    |
| -------------- | -------------------- | ----------- |
| Marion Bartoli | Magdalena Rybarikova | 6-4, 6-4    |
| Shahar Peer    | Magdalena Rybarikova | 6–1, 7–6(4) |
| Marion Bartoli | Shahar Peer          | 6-3, 6-2    |

### Grup B
| Pos. | CS | Jugadora            | V | D | Sets  | Jocs    |
| ---- | -- | ------------------- | - | - | ----- | ------- |
| 1    | 6  | María José Martínez | 2 | 0 | 4 - 1 | 28 - 21 |
| 2    | 2  | Samantha Stosur     | 1 | 1 | 2 - 3 | 26 - 23 |
| 3    | 9  | Agnes Szavay        | 0 | 2 | 2 - 4 | 19 - 31 |

| Vencedora           | Perdedora       | Resultat      |
| ------------------- | --------------- | ------------- |
| Samantha Stosur     | Agnes Szavay    | 6-2, 3-6, 6-1 |
| María José Martínez | Agnes Szavay    | 2–6, 6–4, 6–0 |
| María José Martínez | Samantha Stosur | 7–6(4), 7–5   |

### Grup C
| Pos. | CS | Jugadora          | V | D | Sets  | Jocs    |
| ---- | -- | ----------------- | - | - | ----- | ------- |
| 1    | 12 | Kimiko Date Krumm | 1 | 1 | 2 - 2 | 21 - 20 |
| 2    | S  | Vera Duschevina   | 1 | 0 | 2 - 1 | 15 - 12 |
| 3    | 5  | Anabel Medina     | 0 | 2 | 1 - 4 | 19 - 27 |
| RET  | 3  | Yanina Wickmayer  | 1 | 0 | 2 - 0 | 13 - 9  |

| Vencedora         | Perdedora         | Resultat      |
| ----------------- | ----------------- | ------------- |
| Yanina Wickmayer  | Kimiko Date Krumm | 7-6(5), 6-3   |
| Kimiko Date Krumm | Anabel Medina     | 6-4, 6-3      |
| Vera Duixévina    | Anabel Medina     | 2-6, 6-1, 7-5 |

- La tennista Vera Duixévina va substituir Yanina Wickmayer en l'última jornada d'aquesta fase. La retirada era fruit de la suspensió de dotze mesos que li va imposar el Flemish Doping Tribunal per un cas de dopatge.[2][3][4]

### Grup D
| Pos. | CS | Jugadora       | V | D | Sets  | Jocs    |
| ---- | -- | -------------- | - | - | ----- | ------- |
| 1    | 10 | Aravane Rezai  | 2 | 0 | 4 - 1 | 26 - 21 |
| 2    | 4  | Sabine Lisicki | 1 | 1 | 3 - 3 | 31 - 26 |
| 3    | 8  | Melinda Czink  | 0 | 1 | 1 - 4 | 26 - 31 |

| Vencedora      | Perdedora      | Resultat         |
| -------------- | -------------- | ---------------- |
| Aravane Rezai  | Sabine Lisicki | 1-6, 6-3, 6-4    |
| Aravane Rezai  | Melinda Czink  | 6–3, 7–5         |
| Sabine Lisicki | Melinda Czink  | 6-2, 6-7(1), 6-4 |

## Fase Final
|  | Semifinals | Semifinals          | Semifinals    | Semifinals | Semifinals    |   |                | Final | Final | Final | Final | Final |
|  |            |                     |               |            |               |   |                |       |       |       |       |       |
|  | 1          | Marion Bartoli      | 6             | 6          |               |   |                |       |       |       |       |       |
|  | 12         | Kimiko Date Krumm   | 1             | 3          |               |   |                |       |       |       |       |       |
|  | 12         | Kimiko Date Krumm   | 1             | 3          |               | 1 | Marion Bartoli | 5     | r     |       |       |       |
|  |            |                     |               |            |               | 1 | Marion Bartoli | 5     | r     |       |       |       |
|  |            | 10                  | Aravane Rezai | 7          |               |   |                |       |       |       |       |       |
|  | 10         | 10                  | Aravane Rezai | 7          | Aravane Rezai | 6 | 6              |       |       |       |       |       |
|  | 10         |                     |               |            | Aravane Rezai | 6 | 6              |       |       |       |       |       |
|  | 6          | María José Martínez | 2             | 3          |               |   |                |       |       |       |       |       |

## Premis
| Ronda                     | Premi (US$) | Punts |
| ------------------------- | ----------- | ----- |
| Campiona                  | 200.000     | 600   |
| Finalista                 | 100.000     | 420   |
| Semifinalistes            | 50.000      | 250   |
| Round Robin (1 victòria)  | 32.5000     | 160   |
| Round Robin (0 victòries) | 15.000      | 70    |